# Sri-lankische Badmintonmeisterschaft 2013
Die Sri-lankische Badmintonmeisterschaft 2013 fand Anfang Oktober 2013 in Nawalapitiya statt. Es war die 61. Austragung der nationalen Titelkämpfe im Badminton in Sri Lanka.

## Austragungsort
- Jayatillake Sports Complex, Nawalapitiya

## Finalergebnisse
| Disziplin    | Sieger                                | Finalist                                      | Ergebnis            |
| ------------ | ------------------------------------- | --------------------------------------------- | ------------------- |
| Herreneinzel | Niluka Karunaratne                    | Dinuka Karunaratne                            | 21-16, 21-18        |
| Dameneinzel  | Lekha Shehani                         | Kavindi Ishandika Sirimannage                 | 16-21, 21-16, 21-18 |
| Herrendoppel | Niluka Karunaratne Dinuka Karunaratne | Hasitha Chanaka Rajitha Sandeepana Dhanayaka  | 21-5, 21-10         |
| Damendoppel  | Achini Ratnasiri Upuli Weerasinghe    | Maneeshi Fonseka Nadeesha Gayanthi            | 21-16, 21-10        |
| Mixed        | Niluka Karunaratne Thilini Pramodika  | Rajitha Sandeepana Dhanayaka Achini Ratnasiri | 21-10, 21-19        |